# No Frauds
Singles de Nicki Minaj, Drake, Lil Wayne
Changed It
(2017) Regret In Your Tears
(2017)
Singles par Lil Wayne
Changed It
(2017) Light My Body Up
(2017)
Singles par Drake
Both
(2017) Passionfruit
(2017)
No Frauds est une chanson de la rappeuse et chanteuse américaine Nicki Minaj, en collaboration avec les rappeurs Drake et Lil Wayne, ses compagnons de labels. Le single sort le 10 mars 2017 sous les labels Republic Records, Young Money Entertainment et Cash Money Records, avec les deux autres titres Changed It et Regret In Your Tears.
No Frauds est une réponse à Shether, une diss track sortie le 25 février 2017 par la rappeuse Remy Ma dans laquelle elle attaque Minaj,. 

## Développement et sortie

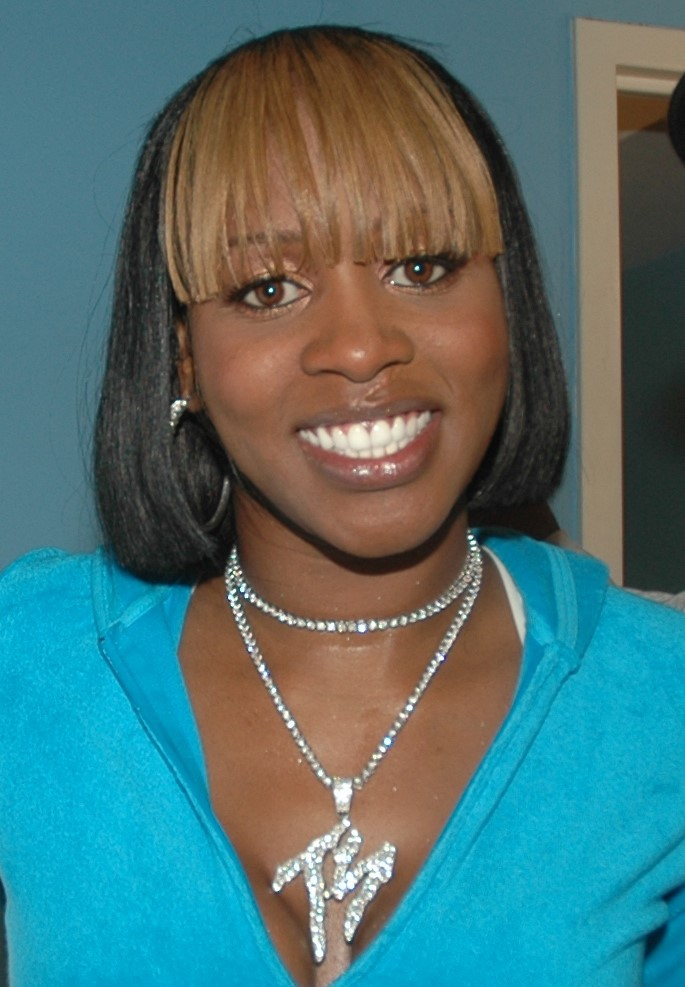
La dispute entre Remy Ma et Minaj est à l'origine de la sortie de No Frauds.

En 2007 Minaj débute un freestyle intitulé Dirty Money sur sa mixtape Playtime is Over dans lequel elle rappe « Dis à cette pétasse avec la couronne de me la donner comme Chris Brown », sur le rythme de la chanson Yeah Yeah Yeah du groupe Terror Squad, dont Remy Ma fait partie. Cela provoque une dispute entre les deux rappeuses.
En effet Remy Ma, rappeuse et membre de Terror Squad est convaincue que le couplet est une pique que Minaj lui a lancé et décide de la confronter lors d'une fête. Minaj n'a jamais confirmé les rumeurs selon lesquelles elle s'adressait à Remy Ma dans ses paroles. Cette dispute prend fin lors de l'emprisonnement de Ma en 2008 pour charges multiples.  
Tandis que Remy Ma purge 6 ans de prison, Minaj connaît un grand succès et gagne notamment le prix de la meilleure artiste féminine de hip-hop aux BET Awards jusqu'en 2016, deux ans après la libération de Ma. Après sa sortie, Remy Ma publie en 2014 un freestyle sur le rythme du titre de Minaj Truffle Butter, ravivant la dispute.
Fin novembre 2016, Remy Ma apparaît sur Wait a Minute (Remix) du rappeur Phresher dans lequel elle rappe « Les mêmes pétasses qui m'appellent, c'est comme ça que je sais qu'elles sont fausses (...) Est-ce que je vais fumer cette pute ? Oui probablement rater mon test d'urine Lui retirer ses faux seins Et mettre une veste sur sa poitrine de pute », des mots interprétés par de nombreux fans comme une attaque envers Minaj. Quatre mois plus tard, le 22 février 2017, Minaj apparaît sur le titre Make Love de Gucci Mane. Elle y rappe « Je suis l'iPhone, toi le Nokia, Tout le monde sait que t'es jalouse salope c'est tellement clair, Dites à ces sales putes de rester à leurs places », une réponse supposée à l'attaque de Remy Ma. Certains pensent cependant que Minaj s'adressait à la rappeuse Azealia Banks, faisant référence à ses « dents de lapin ». 
Remy Ma répond trois jours plus tard le 25 février 2017 avec Shether, une diss track de 7 minute ciblant Minaj. Le morceau contient une multitude d'attaques personnelles envers Minaj notamment sur son frère accusé de pédophilie. Dans un des couplets, Ma rappe « Je suis jalouse ? Salope, t'étais contente quand ils m'ont attrapé, la meilleure chose qui t'es jamais arrivé c'est quand ils m'ont enfermé », suggérant que Minaj a célébré l'emprisonnement de sa rivale Remy Ma. Sans réponse de Minaj, Ma publie une deuxième diss track intitulée Another One.
Après une longue attente, le 10 mars 2017 Minaj publie trois singles : Regret in Your Tears, Changed It et No Frauds avec Drake et Lil Wayne qui seraient incluses dans son quatrième album studio. Dans la chanson, Minaj répond à Shether et Another One. Dans No Frauds, Minaj se moque des faibles ventes de Remy Ma : « Tu peux pas être Pablo si ton travail ne vends pas ». Elle attaque aussi Ma sur son emprisonnement et ses choix familiaux : « Quelle genre de mère abandonne son fils pour 1000 dollars ? ». La chanson continue avec d'autres attaques et Minaj affirmant être la Reine du rap. Critiquée pour la sortie tardive de sa réponse à Remy Ma, Minaj affirme sur Instagram : « À Young Money on ne fait pas de clash, on fait des hits et on te clash dessus ». 
Après sa sortie, No Frauds entre en 34e position dans le classement R&B/Hip-Hop Airplay après seulement trois jours à la radio. Le titre débute en 14e position du Hot 100 aux États-Unis mais tombe en 84e position la semaine suivante.

## Clip vidéo

### Genèse
Le 16 mars 2017, l'audio officiel de la chanson est publiée sur la chaîne Vevo de Minaj. Le clip officiel de No Frauds sort le 19 avril 2017. Réalisé par Benny Boom et tourné le 19 mars, il montre Minaj dans divers décors londoniens, et les rappeurs Drake et Lil Wayne y font une apparence. 

### Accueil
La vidéo reçoit un accueil controversé à sa sortie. En effet Minaj reçoit des critiques de la part du public pour avoir inclus des scènes montrant le Westminster Bridge de Londres, qui avait été le théâtre d'un attentat le 22 mars 2017. Un membre de l'équipe avait pourtant déclaré auparavant au journal The Sun que les scènes montrant le pont seraient supprimées, ajoutant : « Quand tous ceux impliqués dans le projet ont entendu la nouvelle, ils étaient dévastés et ont pensé que ce serait de mauvais goût. Les autres images tournées à Londres resteront, mais c'est très peu probable que celles sur le pont soient gardées ». Minaj avait également publiquement soutenu les victimes de l'attentat. 
En mai 2020, la vidéo accumule plus de 182 millions de vues sur YouTube.

## Performances
Minaj interprète No Frauds en direct pour la première fois en tant qu'invitée surprise au concert de Drake à Paris le 13 mars 2017. Elle l'interprète plus tard lors de la cérémonie des Billboard Music Awards 2017 ainsi que lors des NBA Awards 2017.

## Crédits
Crédits adaptés de Spotify.
- Onika Maraj : interprète, compositrice[16]
- Aubrey Graham : interprète, compositeur[16]
- Lil Wayne : interprète, compositeur[16]
- Brittany Talia Hazzard : compositrice[16]
- Shane Lindstrom : compositeur, producteur[16]
- Kevin Gomringer : compositeur, producteur[16]
- Tim Gomringer : compositeur, producteur[16]

## Classements mondiaux

### Classements hebdomadaires
| Classement (2017)                       | Meilleure position |
| --------------------------------------- | ------------------ |
| Allemagne (Media Control AG)            | 95                 |
| Australie (ARIA)                        | 58                 |
| Australie (Urban ARIA)                  | 3                  |
| Autriche (Ö3 Austria Top 40)            | 73                 |
| Belgique (Wallonie Ultratop 50 Singles) | 39                 |
| Canada (Hot 100)                        | 25                 |
| Écosse (OCC)                            | 42                 |
| États-Unis (Hot 100)                    | 14                 |
| États-Unis (R&B/Hip-Hop Songs)          | 8                  |
| États-Unis (Rhythmic)                   | 17                 |
| France (SNEP)                           | 148                |
| Irlande (IRMA)                          | 71                 |
| Nouvelle-Zélande (RMNZ)                 | 3                  |
| Portugal (AFP)                          | 92                 |
| Suède (Sverigetopplistan)               | 94                 |
| Suisse (Schweizer Hitparade)            | 50                 |
| Royaume-Uni (UK Singles Chart)          | 49                 |
| Royaume-Uni (UK R&B Singles Chart)      | 2                  |

### Classements de fin d'année
| Classement (2017)              | Position |
| ------------------------------ | -------- |
| États-Unis (R&B/Hip-Hop Songs) | 92       |

## Certifications
| Pays                  | Certification | Ventes |
| --------------------- | ------------- | ------ |
| Canada (Music Canada) | Or            | 40 000 |